# Station Dombasle-sur-Meurthe
Station Dombasle-sur-Meurthe is een spoorwegstation in de Franse gemeente Dombasle-sur-Meurthe langs de spoorlijn van Parijs naar Straatsburg.